# Redigobius leptochilus
Redigobius leptochilus es una especie de pez de la familia de los Gobiidae en el orden de los Perciformes.

## Morfología
Los machos pueden llegar a alcanzar los 3,9 cm de longitud total.

## Hábitat
Es un pez de Clima tropical y bentopelágico.

## Distribución geográfica
Se encuentran en Indonesia.

## Observaciones
Es inofensivo para los humanos.